# 1416
1416 (MCDXVI) fue un año bisiesto comenzado en miércoles del calendario juliano.

## Acontecimientos
- 6 de enero: en España, el rey Fernando I de Aragón abandona la obediencia a los papas de Aviñón.
- 14 de mayo: en la ciudad de Andong (provincia de Gyeongsang-do, en Corea del Sur) un terremoto demuele todas las viviendas (que en esa época se construían con adobe).
- Alfonso V de Aragón es coronado rey a la muerte de su padre Fernando I.
- 300 flagelantes son quemados en un solo día en Turingia a manos de la Inquisición.

## Nacimientos
- 27 de marzo: Antonio Squarcialupi, organista italiano.
- Piero della Francesca, pintor del Quattrocento italiano

## Fallecimientos
- 2 de abril: Fernando I, rey aragonés.